# Bielawy (powiat leszczyński)
Bielawy – wieś w Polsce położona w województwie wielkopolskim, w powiecie leszczyńskim, w gminie Krzemieniewo.
W latach 1975–1998 miejscowość należała administracyjnie do województwa leszczyńskiego.